# Josefine Frida Pettersen
Josefine Frida Pettersen  (* 18. Mai 1996 in Sigdal) ist eine norwegische Schauspielerin.
Ihre erste Fernsehrolle hatte Pettersen 2014 und 2015 in zwei Episoden der Fernsehserie Neste sommer als Tochter des von Johannes Joner verkörperten Vereinsvorsitzenden. Seit 2015 ist sie als Noora in der NRK-P3-Serie Skam zu sehen, die Hauptfigur der zweiten Staffel. Dafür war sie für den Publikumspreis bei der Gullruten-Verleihung 2016 nominiert. Im September 2016 war sie zusammen mit Tarjei Sandvik Moe bei der norwegisch-schwedischen Talkshow Skavlan zu Gast. 2017 trat Pettersen im Musical Robin Hood – Rai Rai i Sherwoodskogen des Trøndelag Teaters auf. Ihr Filmdebüt gibt Josefine Frida Petterson in Disco von Jorunn Myklebust Syversen, in dem sie in der Hauptrolle von Mirjam zu sehen ist und der im September 2019 im Rahmen des Toronto International Film Festivals seine Weltpremiere feiern soll.

## Filmografie
- 2014–2015: Neste sommer (Fernsehserie)
- 2015–2017: Skam (Fernsehserie)
- 2019: Disco

## Belege
1. ↑  Maiken Svendsen: «Petter uteligger» vant publikumsprisen: – Jeg blir veldig rørt. In: VG.no. 13. Mai 2016, abgerufen am 27. April 2017.
2. ↑  Skavlan. NRK, 19. September 2016, abgerufen am 21. Januar 2017 (norwegisch).
3. ↑  Thomas Talseth: Josefine Frida Pettersen fra «Skam» skal spille «Samantha Fox». In: VG.no. 1. November 2016, abgerufen am 27. April 2017.
4. ↑  Annika Pham: First Trailer for Toronto-San Sebastian Entry 'Disco' . In: Variety, 16. August 2019.

| Personendaten    | Personendaten              |
| ---------------- | -------------------------- |
| NAME             | Pettersen, Josefine Frida  |
| KURZBESCHREIBUNG | norwegische Schauspielerin |
| GEBURTSDATUM     | 18. Mai 1996               |
| GEBURTSORT       | Sigdal                     |